# Trept
Trept is een gemeente in het Franse departement Isère (regio Auvergne-Rhône-Alpes). De plaats maakt deel uit van het arrondissement La Tour-du-Pin. In de gemeente staat het Kasteel van Serrières. Trept telde op 1 januari 2022 2.097 inwoners.

## Geografie
De oppervlakte van Trept bedroeg op 1 januari 2022 15,87 vierkante kilometer; de bevolkingsdichtheid was toen 132,1 inwoners per km².

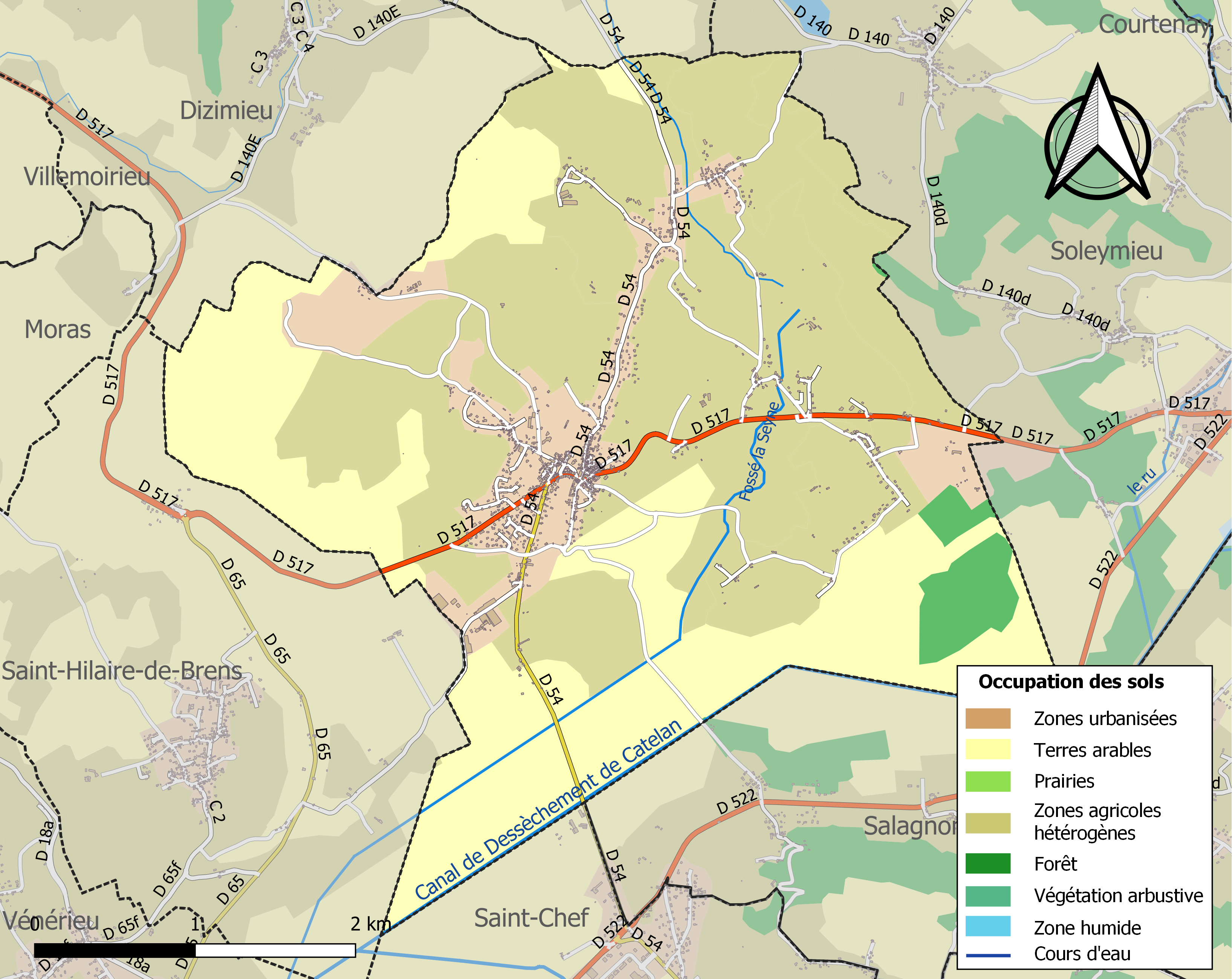
Kaart van de gemeente met de belangrijkste infrastructuur, bodemgebruik en omliggende gemeenten

## Demografie
Onderstaande figuur toont het verloop van het inwonertal (bron: INSEE-tellingen).